# كيناز الكرياتين

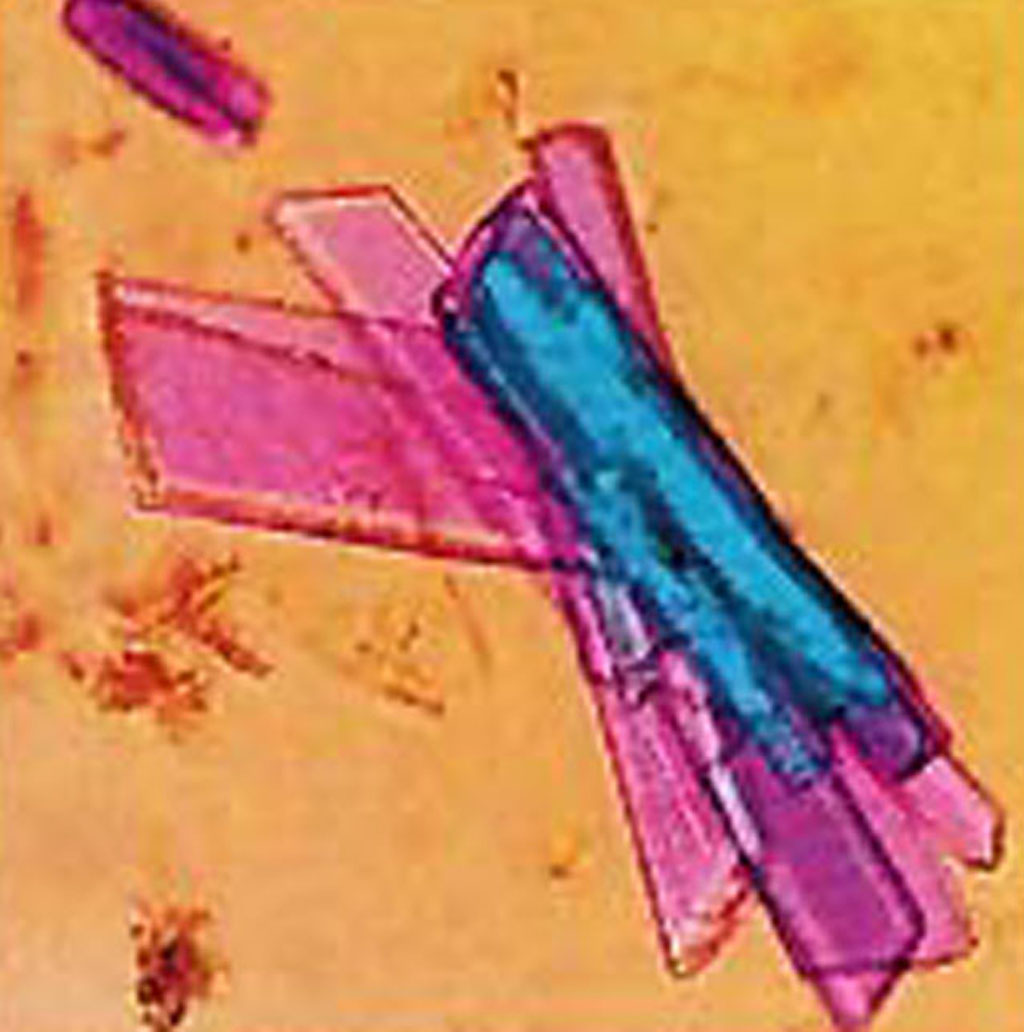
بلورات الكرياتين كيناز

كرياتين كيناز CK (بالإنجليزية: Creatine kinase)‏ ، ويُعرف أيضاً باسم كرياتين فوسفوكيناز CPK (بالإنجليزية: creatine phosphokinase)‏ أو فوسفو-كرياتين كيناز (بالإنجليزية: phospho-creatine kinase)‏ هو إنزيم رقمه الكيميائي:(EC 3.4.21.21) يتواجد في العضلات، و الدماغ، ونسيج الفقرات، وهي تحفِّز تحويلاً قابلاً للعكس للمركب أدينوسين ثنائي الفوسفات (ADP) مع كرياتين الفوسفات (PCr) إلى أدينوسين ثلاثي الفوسفات (ATP) والكرياتين.
في الأنسجة التي تستهلك ثلاثي فوسفات الأدينوسين (ATP) سريعاً مثل العضلة الهيكلية خاصةً، وخلايا الدماغ، والخلايا المستقبلة للضوء في العين، والشبكية، والخلايا الشَعرية في الأذن الداخلية، والنُطْفَة (الحَيَوانِ المَنَوِيّ)، والعضلات الملساء، يكون دور كرياتين الفوسفات (PCr) بمثابة خزان طاقة، للتخزين المؤقت السريع ولتجديد أدينوسين ثنائي الفوسفات (ADP) في موضعه، بالإضافة إلى نقل الطاقة داخِل الخَلاَيا بواسطة دارة الحركة المكوكية لكرياتين الفوسفات (PCr). وهكذا فإن كيناز الكرياتين هو إنزيم مهم لكل هذه الأنسجة.
سريرياً، يُعاير الكرياتين كيناز في اختبارات الدم كعلامة لتلف الأنسجة الغنية بالـCK ، مثل احتشاء عضلة القلب (النوبة القلبية) ، انحلال الربيدات (انهيار شديد في العضلات)، ضمور العضلات (سوء التغذية العضلي)، و التهاب العضل الناجم عن المَناعَة الذَّاتِيَّة والفشل الكلوي الحاد.

## الأنواع
في داخل الخلية، يوجد الانزيم العصاري الخلوي المسمى بكيناز الكرياتين CK والذي ينكون من وحدتين فرعيتين two subunits ، التي اما تكون من نوع B النوع الدماغي brain type أو نوع M النوع العضلي muscle type ، لذلك توجد ثلاث نظائر انزيمية مختلفة لهذا الأنزيم وهي CK-BB و CK-MM و CK-MB .

## وصلات خارجية
- Simply stated at mdausa.org
- Creatine+Kinase في المكتبة الوطنية الأمريكية للطب نظام فهرسة المواضيع الطبية (MeSH).

- CPK isoenzymes test مدلاين بلس 003504
- CK at Lab Tests Online